# Tomašica (Bośnia i Hercegowina)
Tomašica (cyr. Томашица) – wieś w Bośni i Hercegowinie, w Republice Serbskiej, w mieście Prijedor. W 2013 roku liczyła 515 mieszkańców.